# Österreichisches Katholisches Bibelwerk
Das Österreichische Katholische Bibelwerk ist eine römisch-katholische Bildungseinrichtung und ein auf die Verbreitung der Bibel spezialisierter Verlag der Österreichischen Bischofskonferenz, wurde am 1. September 1966 gegründet und hatte seinen Sitz zunächst in Klosterneuburg. Seit 2015 befindet sich das Bibelwerk im Nestroy-Geburtshaus, Bräunerstraße 3, im 1. Wiener Gemeindebezirk.

## Geschichte
Die Gründung erfolgte ein Jahr nach dem Ende des II. Vatikanischen Konzils durch Kardinal Franz König auf Initiative des Augustiner Chorherrn Norbert Höslinger. Die Ansiedelung in Klosterneuburg ergab sich, weil dort bereits vor dem Konzil neben dem Volksliturgischen Apostolat (später Pius Parsch Institut genannt) und 1950 das Klosterneuburger Bibelapostolat (Pius Parsch) ins Leben gerufen worden war und dort bereits ab 1926 die Zeitschrift Bibel und Liturgie herausgegeben wurde.
Das Österreichische Katholische Bibelwerk ist eine als juristische Person geltende kirchenrechtliche Einrichtung und ist mit den bibelpastoralen Fachabteilungen der österreichischen Diözesen, u. a. auch mit dem Bibelwerk Linz, sowie mit bibelpastoralen Bildungshäusern, u. a. mit dem Greisinghof und dem Bildungshaus Batschuns, vernetzt.

## Bereiche
Der Verlag beschäftigt sich mit dem Vertrieb biblischer und religiöser Literatur über den Buchhandel, einen eigenen Versandbuchhandel sowie über einen Internetshop. Zum Leistungsumfang gehört auch die Auslieferung der Bibel als Schulbuch.
Aufgabe der Organisation ist darüber hinaus die Kontakte der an den österreichischen Universitäten arbeitenden und forschenden Bibelwissenschafter durch Zusammenkünfte zu fördern und Verbindungen zu den katholischen Bibelwerken in den Nachbarländer, mit der Katholischen Weltbibelföderation sowie mit der Ökumene und den Medien zu pflegen.
Als beratendes Organ fungiert seit 1981 die Arbeitsgemeinschaft der Assistentinnen und Assistenten an bibelwissenschaftlichen Instituten in Österreich.

## Mitgliedschaften
Das Bibelwerk ist Mitglied im Forum Katholischer Erwachsenenbildung in Österreich und der Katholischen Bibelföderation.

## Leitung

### Präsidenten
- Kurt Schubert (1966 bis 2003)[6]

### Direktoren
- Norbert Höslinger (von 1966 bis 1999, zuvor ab 1957 Leiter des Volksliturgischen Apostolats und des Klosterneuburger Bibelapostolats)
- Wolfgang Schwarz (von 2004 bis 2017)
- Elisabeth Birnbaum (seit 2017)